# Edward Bernard Scharfenberger
Edward Bernard Scharfenberger (Brooklyn, 29 maggio 1948) è un vescovo cattolico statunitense, dall'11 febbraio 2014 vescovo di Albany.

## Biografia
Edward Bernard Scharfenberger è nato a Bushwick, un quartiere operaio nella parte settentrionale di Brooklyn a New York, il 29 maggio 1948. È il maggiore dei cinque figli di Edward Scharfenberger Sr. ed Elaine Magdal. Scharfenberger ha origini ebraiche russe attraverso sua madre. Suo padre è morto nel 2015 all'età di 94 anni  mentre sua madre è morta il 6 novembre 2019 all'età di 99 anni. Ha quattro fratelli: Miriam Muse (Glenn), residente a Warwick; James Scharfenberger, residente a Warwick; Dennis Scharfenberger, MD sposato con Anna e residente a Warwick; e Lois Sheptuck, sposato con il diacono Paul e residente a Edison. Ha sei nipoti, quattro maschi e due femmine. Un altro nipote, Jonathan, è deceduto.

### Formazione e ministero sacerdotale
Nel 1965 si è diplomato al Cathedral Preparatory School and Seminary. Ha studiato filosofia al Cathedral College of the Immaculate Conception di Douglaston, nella diocesi di Brooklyn, ottenendo il baccalaureato nel 1969. Successivamente ha frequentato il Pontificio collegio americano del Nord a Roma e la Pontificia Università Gregoriana, dove nel 1973 ha ottenuto il baccalaureato in teologia. Tra il 1976 ed il 1978 ha frequentato l'Accademia alfonsiana e ha conseguito la licenza in teologia morale. Tra il 1978 ed il 1981 ha studiato per la licenza in diritto canonico presso l'Università Cattolica d'America di Washington. Nel 1990 ha ottenuto lo juris doctor in diritto civile alla Fordham University del Bronx, New York. L'anno successivo è stato ammesso all'Ordine degli Avvocati dello Stato di New York.
Il 2 luglio 1973 è stato ordinato presbitero per la diocesi di Brooklyn nella basilica di San Pietro in Vaticano da monsignor James Aloysius Hickey, rettore del Pontificio collegio americano del Nord. In seguito è stato vicario parrocchiale della parrocchia di San Stanislao Kostka a Maspeth nel 1973; vicario parrocchiale della parrocchia di Sant'Efrem a Brooklyn dal 1973 al 1976; vicario giudiziale dal 1981 al 2002; parroco della parrocchia di San Mattia a Ridgewood dal 2002 al 2013; promotore di giustizia dal 2009; vicario episcopale per la pianificazione strategica dal 2009 al 2011 e vicario episcopale per il territorio di Queens dal 2013.
È stato anche docente di teologia morale all'Istituto pastorale diocesano di Brooklyn, professore a contratto presso il St. Joseph's College di Brooklyn, consigliere canonico del vescovo; membro del comitato per i bambini vittime di abusi sessuali; amministratore del consiglio diocesano di mediazione e arbitrato e cappellano della Kings County Catholic Lawyers Guild.
Il 5 settembre 1995 è stato nominato prelato d'onore di Sua Santità.

### Ministero episcopale
L'11 febbraio 2014 papa Francesco lo ha nominato vescovo di Albany. Ha ricevuto l'ordinazione episcopale il 10 aprile successivo nella cattedrale dell'Immacolata Concezione ad Albany dal cardinale Timothy Michael Dolan, arcivescovo metropolita di New York, co-consacranti il vescovo emerito di Albany Howard Hubbard e il vescovo di Brooklyn Nicholas Anthony DiMarzio. Durante la stessa celebrazione ha preso possesso della diocesi.
Il 1º luglio 2019 papa Francesco lo ha nominato consultore della Commissione per i rapporti religiosi con l'ebraismo.
Nel novembre del 2019 ha compiuto la visita ad limina.
Il 4 dicembre 2019 papa Francesco lo ha nominato anche amministratore apostolico di Buffalo a seguito della rinuncia di monsignor Richard Joseph Malone. Secondo il New York Times, Malone ha rassegnato le dimissioni a seguito di un'indagine vaticana sulla gestione delle questioni relative agli abusi sessuali nella diocesi di Buffalo. Il Times ha riferito che negli ultimi anni Scharfenberger "si è guadagnato la reputazione di adottare un approccio più empatico nella gestione della crisi degli abusi". In una conferenza stampa che annunciava la sua nomina, Scharfenberger ha detto: "Sono qui per camminare con voi, e sono qui per aiutarvi a guarire". Le responsabilità di Scharfenberger come vescovo di Albany sono invariate. Ha ricoperto l'incarico fino al 15 gennaio 2021.
In seno alla Conferenza dei vescovi cattolici degli Stati Uniti è membro del consiglio consultivo nazionale, del comitato per gli affari ecumenici e interreligiosi, del comitato amministrativo, del comitato per le priorità e i piani e del sottocomitato per la Chiesa in Africa.
Oltre all'inglese, parla il tedesco, l'italiano, lo spagnolo, il francese e il polacco. Conosce anche un po' di ebraico, russo e portoghese.

### Catholic Land Movement
Nel 2021, nella diocesi di Albany, ha preso il Catholic Land Movement, movimento cattolico che si ispira alla predicazione di Vincent McNabb e agli scritti di Gilbert Keith Chesterton e Hilaire Belloc. Esso raccoglie famiglie cattoliche, in genere con numerosi figli, che hanno deciso di abbandonare la vita delle città per ritirarsi in una vita comunitaria agricola nelle campagne, fornendo supporto pratico per l'avvio di imprese agricole indipendenti anche a persone che sono del tutto prive delle necessarie competenze  minime. Il movimento si ispira al distributismo e al motto ora et labora.

## Opinioni

### Aborto
In linea con gli insegnamenti cattolici, Scharfenberger è contrario all'aborto. Nel febbraio del 2017 ha criticato tre politici cattolici, il sindaco di Albany Kathy Sheehan, il membro dell'Assemblea statale Patricia Fahy e il membro del Congresso Paul Tonko, per aver sostenuto e partecipato a una manifestazione di Planned Parenthood. Nel gennaio del 2019, Scharfenberger ha scritto una lettera aperta al governatore dello Stato di New York Andrew Cuomo in risposta all'approvazione del Reproductive Health Act:

### Dialogo interreligioso
L'8 marzo 2016, in un evento interreligioso, Scharfenberger ha detto: "I cristiani non possono essere antisemiti ed essere cristiani".
Il 18 ottobre 2018, Scharfenberger ha celebrato la festa di Nostra Signora di Walsingham insieme al decano Leander Harding presso la cattedrale episcopale di Tutti i Santi in una celebrazione osservata sia dai cattolici che dagli anglicani. Successivamente Scharfenberger ha detto alla congregazione episcopaliana che c'erano più somiglianze che differenze tra le due denominazioni.

### Crisi di abusi sessuali
Nel 2018 ha affermato che i laici dovrebbero indagare sui vescovi accusati nei casi di abusi sessuali e incapacità di affrontare i casi di abusi a loro presentati. In risposta al suggerimento del cardinale Donald William Wuerl secondo cui un comitato di vescovi dovrebbe indagare sulle accuse su altri vescovi all'indomani dello scandalo degli abusi sessuali perpetrati dell'ex cardinale Theodore Edgar McCarrick, Scharfenberger ha detto che "siamo arrivati a un punto in cui i vescovi che da soli indagano sui vescovi non è la risposta".
Il 28 aprile 2020 Scharfenberger ha inviato una lettera a 23 sacerdoti della diocesi di Buffalo, sospesi dal ministero poiché accusati di abusi, informandoli che a causa dell'accordo di bancarotta della diocesi, essa non può più pagarli o fornire loro la pensione, l'assistenza sanitaria, l'assicurazione auto o cure dentistiche a partire dal 1º maggio successivo.

## Genealogia episcopale
La genealogia episcopale è:
- Cardinale Scipione Rebiba
- Cardinale Giulio Antonio Santori
- Cardinale Girolamo Bernerio, O.P.
- Arcivescovo Galeazzo Sanvitale
- Cardinale Ludovico Ludovisi
- Cardinale Luigi Caetani
- Cardinale Ulderico Carpegna
- Cardinale Paluzzo Paluzzi Altieri degli Albertoni
- Papa Benedetto XIII
- Papa Benedetto XIV
- Papa Clemente XIII
- Cardinale Enrico Benedetto Stuart
- Papa Leone XIII
- Cardinale Chiarissimo Falconieri Mellini
- Cardinale Camillo Di Pietro
- Cardinale Mieczysław Halka Ledóchowski
- Vescovo Jan Maurycy Paweł Puzyna de Kosielsko
- Arcivescovo Józef Bilczewski
- Arcivescovo Bolesław Twardowski
- Arcivescovo Eugeniusz Baziak
- Papa Giovanni Paolo II
- Cardinale Justin Francis Rigali
- Cardinale Timothy Dolan
- Vescovo Edward Bernard Scharfenberger

## Araldica
| Stemma | Titolare                                        | Descrizione |
|        | Edward Bernard Scharfenberger Vescovo di Albany | Secondo la tradizione araldica ecclesiastica dei paesi anglosassoni, lo stemma del vescovo è impalato con quello della diocesi a simboleggiare la relazione tra l'uomo e l'ufficio che ricopre. Nella parte destra dello scudo (in araldica, destra e sinistra si scambiano dal punto di vista dell'osservatore poiché è consuetudine considerare la parte destra e sinistra dal punto di vista del soldato che teneva in mano il proprio scudo e lo descriveva dal suo punto di vista), troviamo rappresentato lo stemma della diocesi di Albany. Nella parte sinistra dello scudo vi è lo stemma di monsignor Scharfenberger. Nella parte superiore vi sono tre triangoli verdi che rappresentano le montagne. L'immagine è stata trovata sullo stemma degli antenati del vescovo. La forma originale era una montagna con un alce o un cervo in piedi su di essa. Basandosi sul legame familiare, la diocesi di Albany collega le catene montuose di Catskill e degli Adirondack. Da un punto di vista teologico, le montagne sono sempre state un luogo speciale di incontro con Dio. Nell'Antico Testamento, il Monte Sinai è il luogo in cui Mosè ricevette la Legge mentre nel Nuovo Testamento, il Monte Tabor è il luogo della Trasfigurazione, dove Gesù rivelò la sua gloria. La Chiesa è la terza e centrale montagna che unisce la fede e la testimonianza sia dell'Antica che della Nuova Alleanza. Le montagne sono in verde, il colore della speranza, a simboleggiare la vita abbondante disponibile attraverso la fede. Nella parte centrale dello stemma, vi è una stella di David, che rappresenta la madre del vescovo a cui è stato dato il nome Miriam al suo battesimo. La famiglia, di origine ebraica, viveva a Kiev, in Ucraina, e poi si trasferì a Dubuque, nell'Iowa. È significativo che Kiev e Dubuque siano entrambe costruite lungo un fiume, così come Albany e Brooklyn. A sinistra della stella vi sono due linee ondulate argento con una linea azzurra al centro, un modo tradizionale per rappresentare l'acqua. Queste linee rappresentano i fiumi della vita del vescovo: il Dnepr, il Mississippi, l'Hudson, il Mohawk e i fiumi orientali. Tutti scorrono verso il mare, come tutta la vita scorre nel Regno di Dio. Alla base dello scudo vi è una piuma d'oro, un simbolo dello Spirito Santo e delle tribù dei nativi americani dell'area di Albany, in particolare Santa Kateri Tekakwitha, il giglio dei Mohawk. La piuma ha una lunga storia simbolica che risale all'antico Egitto, dove la piuma di Maat era la piuma della verità e della rettitudine che spesso poneva l'equilibrio tra la salvezza e la condanna. Come motto ha scelto l'espressione "Lord, make me a channel of your peace". Lo stemma è completato con gli ornamenti esterni che sono una croce processionale episcopale d'oro, posta dietro allo scudo e che si estende sopra e sotto lo stesso e un cappello ecclesiastico chiamato galero, con sei nappe in tre file su entrambi i lati dello scudo. Queste sono le insegne araldiche di un prelato del grado di vescovo come da disposizione della Santa Sede del 31 marzo 1969. Lo stemma è stato progettato dal reverendo Michael M. Walters, J.C.L., V.F., direttore delle Pontificie Opere Missionarie dell'arcidiocesi di Newark, e disegnato da suor Gerarda Panek, O.P., docente al Caldwell College. |